# Ted Snyder
Theodore Frank Snyder, né le 15 aout 1881 à Freeport dans l'état de l'Illinois - mort le 16 juillet 1965 à Woodland Hills dans l'état de la Californie est un auteur-compositeur de chansons reprises dans des comédies musicales et un éditeur de musique américain.

## Biographie
En 1908, Ted Snyder emménage à New York et crée sa propre maison d'édition musicale dans le quartier de la Tin Pan Alley à Manhattan, la Ted Snyder Company .
En 1909, grâce au succès de ses chansons Dorando et de Sadie Salome (Go Home), Irving Berlin  est embauché par Ted Snyder comme auteur-compositeur. C'est le début d'une longue collaboration.
En pleine mode du ragtime, Ted Snyder  demande à Irving Berlin s'il peut lui écrire un ragtime, or Berlin est déjà familier de ce style musical grâce à sa fréquentation de pianistes du genre comme Luckey Roberts. Il écrit ainsi son premier ragtime intitulé Yiddle on Your Fiddle Play Some Ragtime en 1909, la partition se vend à 500 000 exemplaire, suivi en 1910 de Try It On Your Piano et d'Innocent Bessie Brown. Toujours en 1910 il compose la musique d'Opera Rag sur des paroles d'Irving Berlin, œuvre qui marie les rythmes afro-américains et la musique européenne.
Le 13 septembre 1914, avec une centaine d'auteurs-compositeurs, Ted Snyder participe à la fondation de la première organisation pour les droits d'auteur, l'American Society of Composers, Authors and Publishers (ASCAP), sur le modèle français de la Société des auteurs, compositeurs et éditeurs de musique (SACEM) afin de protéger les droits des auteurs-compositeurs et éditeurs de musique, et de leur éviter l'usurpation ou la pauvreté.
Ted Snyder repose à l'Oakwood Memorial Park Cemetery (en) de Chatsworth en Californie

## Chansons notables
- 1921 : The Sheik of Araby, label Columbia Records[5],
- 1923 : Who's Sorry Now? (en), label Brunswick Records[5],

## Participation à des comédies musicales (sélection)
- 1904 : A Venetian Romance, de Frederic Coit Wright, chansons additionnelles[6],
- 1908 : Funabashi, de Safford Waters, chansons additionnelles[7],
- 1910 : The Jolly Bachelors, de Raymond Hubbell et Glen MacDonough, musique additionnelle[8],
- 1910 : Up and Down Broadway, de Jean Schwartz et William Jerome (en), musique additionnelle[9],
- 1911 : Jumping Jupiter, de Karl Hoschna (en) et Richard Carle, chansons additionnelles[10],
- 1917 : The Passing Show of 1917, de Harold R. Atteridge (en) et Sigmund Romberg, chansons additionnelles[11],
- 1923 : Fashions of 1924, de Ted Snyder et Harry B. Smith (en)[12],
- 1927 : Footlights, de Harry Denny, musique additionnelle[13],
- 1929 : Earl Carroll's Sketch Book [1929], de E.Y. Harburg et Jay Gorney (en), chansons additionnelles[14],

## Récompenses et distinctions
- 1970 : cérémonie d’entrée au Songwriters Hall of Fame[3].